# Barnard Hughes
Barnard Aloysius Kiernan Hughes (Bedford Hills (New York), 16 juli 1915 - New York, 11 juli 2006) was een Amerikaanse acteur.
Hij debuteerde op Broadway in 1935 met het stuk Herself Mrs. Patrick Crowley en na de Tweede Wereldoorlog keerde hij terug op Broadway.
In de jaren zeventig was hij te zien in de musical Da, waarvoor hij in 1978 een Tony Award kreeg.
Verder was hij te zien in Oh, God! in 1977 en in 1984 was hij te zien in de televisieserie Love Boat.
Barnard Hughes overleed op bijna 91-jarige leeftijd na een kort ziekbed.

## Filmografie
- Deadline televisieserie - Judge Panicio (Afl., Daniel in the Lion's Den, 2000)
- Cradle Will Rock (1999) - Frank Marvel
- The Odd Couple II (1998) - Beaumont
- Past the Bleachers (televisiefilm, 1995) - Ed Godfrey
- Blossom televisieserie - Buzz Richman (1990-1995)
- Homicide: Life on the Street televisieserie - Sam O'Donnell (Afl., In Search of Crimes Past, 1995)
- The Marshal televisieserie - Judge Tuttman (Afl., Twoslip, 1995)
- The Fantasticks (1995) - Henry Albertson
- Trick of the Eye (televisiefilm, 1994) - Harry Pitt
- Sister Act 2: Back in the Habit (1993) - Father Maurice
- Miracle Child (televisiefilm, 1993) - Judge
- The Emperor's New Clothes (1993) - Treasurer
- Lincoln (televisiefilm, 1992) - Horace Greeley (Voice-over)
- Doc Hollywood (1991) - Dr. Aurelius Hogue
- Blossom (televisiefilm, 1990) - Grandpa
- The Incident (televisiefilm, 1990) - Doc Hansen
- Guts and Glory: The Rise and Fall of Oliver North (televisiefilm, 1989) - CIA Director
- The Cavanaughs televisieserie - Francis 'Pop' Cavanaugh (Afl. onbekend, 1986-1989)
- Day One (televisiefilm, 1989) - Secretary Stimpson
- Home Fires Burning (televisiefilm, 1989) - Jake Tibbetts
- The Days and Nights of Molly Dodd televisieserie - Shimkin (Afl., Here's Who Ordered the Pizza, 1988)
- Da (1988) - Da
- A Hobo's Christmas (televisiefilm, 1987) - Rol onbekend
- The Lost Boys (1987) - Grandpa
- Night of Courage (televisiefilm, 1987) - Rol onbekend
- Where Are the Children? (1986) - Jonathan Knowles
- Under the Biltmore Clock (televisiefilm, 1986) - Ludlow Whitney
- Maxie (1985) - Bishop Campbell
- Adventures of Huckleberry Finn (televisiefilm, 1985) - The King
- The Sky's No Limit (televisiefilm, 1984) - Arthur Bennett
- The Love Boat televisieserie - Uncle Joey (Afl., Ace in the Hole/Uncle Joey's Song/Father in the Cradle, 1984)
- Hotel televisieserie - Joe Freilich (Afl., Passages, 1984)
- Tales from the Darkside televisieserie - Gideon Hackles (Afl., Trick or Treat (Pilot), 1983)
- A Caribbean Mystery (televisiefilm, 1983) - Mr. Rafiel
- Best Friends (1982) - Tim McCullen
- Little Gloria...Happy at Last (televisiefilm, 1982) - Justice John Francis Carew
- Tron (1982) - Dr. Walter Gibbs/Dumont
- A Conflict of Interest (televisiefilm, 1982) - Rol onbekend
- Mr. Merlin televisieserie - Max Merlin (1981-1982)
- First Monday in October (1981) - Chief Justice Crawford
- Homeward Bound (televisiefilm, 1980) - Harry Seaton
- Sanctuary of Fear (televisiefilm, 1979) - Father Brown
- See How She Runs (televisiefilm, 1978) - John Matusak, Betty's vader
- The World Beyond (televisiefilm, 1978) - Andy Borchard
- The Bob Newhart Show televisieserie - Herbert Hartley (3 afl., 1974, 1976, 1978)
- Tell Me My Name (televisiefilm, 1977) - Uncle Tyler
- Lou Grant televisieserie - Judge Felix Ruthman (Afl., Judge, 1977)
- Oh, God! (1977) - Judge Baker
- Kill Me If You Can (televisiefilm, 1977) - Judge Fricke
- Ransom for Alice! (televisiefilm, 1977) - Jess Halliday
- Hawaii Five-O televisieserie - Clinton Palmer (Afl., A Capitol Crime, 1977)
- Doc televisieserie - Doc (1975-1976)
- Guilty or Innocent: The Sam Sheppard Murder Case (televisiefilm, 1975) - Attorney Philip J. Madden
- The UFO Incident (televisiefilm, 1975) - Dr. Benjamin Simon
- Wide World of Mystery televisieserie - Warren (Afl., The Two Deaths of Sean Dolittle, 1975)
- Another April (televisiefilm, 1974) - Marion Weston
- The Borrowers (televisiefilm, 1973) - Mr. Crampfurl
- The Thanksgiving Treasure (televisiefilm, 1973) - Rol onbekend
- All in the Family televisieserie - Father John Majeski (3 afl., 1971, 1972, 1973)
- Love Story televisieserie - Andrew Corby (Afl., All My Tomorrows, 1973)
- Pueblo (televisiefilm, 1973) - Secretary of the Navy
- Sisters (1973) - Arthur McLennen
- Much Ado About Nothing (televisiefilm, 1973) - Dogberry
- Rage (1972) - Dr. Spencer (Public Health Service)
- Look Homeward, Angel (televisiefilm, 1972) - Dr. McGuire
- Deadhead Miles (1972) - Old Man
- The Hospital (1971) - Edmund Drummond
- All the Way Home (televisiefilm, 1971) - Joel Lynch
- Cannon televisieserie - Jack Riker (Afl., Dead Pigeon, 1971)
- The Pursuit of Happiness (1971) - Judge Vogel
- Cold Turkey (1971) - Dr. Proctor
- Dr. Cook's Garden (televisiefilm, 1971) - Elias Hart
- Where's Poppa? (1970) - Colonel Hendricks
- As the World Turns televisieserie - Mr. Barton (Afl. onbekend, 1969-1970)
- Midnight Cowboy (1969) - Towny
- The Secret Storm televisieserie - Wilfred Hollister #1 (1968-1969)
- The Borgia Stick (televisiefilm, 1967) - Doctor Helm
- The Guiding Light televisieserie - Dr. Bruce Banning #2 (Afl. onbekend, 1961-1966)
- Dark Shadows televisieserie - Stuart Bronson (Episode 1.27, 1966)
- The Trials of O'Brien televisieserie - Chief Judge (2 afl., 1965, 1966)
- Hamlet (1964) - Marcellus/Priest
- The Nurses televisieserie - Harold Myle (Afl., Show Just Cause Why You Should Weep, 1963)
- Naked City televisieserie - Rol onbekend (Afl., Prime of Life, 1963)
- Route 66 televisieserie - Al Forrester (Afl., Two on the House, 1962)
- The Defenders televisieserie - Rol onbekend (Afl., The Boy Between, 1961)
- The Young Doctors (1961) - Dr. Kent O'Donnell
- The Million Dollar Incident (televisiefilm, 1961) - Wallace
- Way Out televisieserie - Dr. Foster (Afl., William and Mary, 1961)
- The United States Steel Hour televisieserie - Leo (Afl., Little Charlie Don't Want a Saddle, 1957)
- Armstrong Circle Theatre televisieserie - Mr. Dubois (Afl., Four Homes for Danny, 1957)
- Kraft Television Theatre televisieserie - Rol onbekend (Afl., Papa Was a Sport, 1954)
- Playgirl (1954) - Durkin (Niet op aftiteling)

- Biblioteca Nacional de España: XX1659834
- Bibliothèque nationale de France: cb13997444d (data)
- Gemeinsame Normdatei: 1061258068
- International Standard Name Identifier: 0000 0000 5943 6918
- Library of Congress Control Number: n86140083
- Nationale Bibliotheek van Tsjechië: xx0178253
- Nationale Bibliotheek van Israël: 987007424857705171
- Nederlandse Thesaurus van Auteursnamen: 13431610X
- SNAC: w62w01mw
- Union List of Artist Names: 500071409
- Virtual International Authority File: 44495210
- WorldCat: E39PBJvhqQ8VQv39gydjqcR7pP